# Paul Oßwald
Paul Oßwald (* 4. Februar 1905 in Saalfeld; † 10. November 1993 in Frankfurt am Main) war ein deutscher Fußballspieler und -trainer. Als Trainer von Eintracht Frankfurt gewann er im Jahr 1959 die deutsche Fußballmeisterschaft.

## Karriere

### Anfänge, 1918–1928
Im heimischen VfL Saalfeld/Thüringen begann der Jugendspieler Paul Oßwald mit dem Fußballspiel. Bei Minerva 93 Berlin spielte er später als Aktiver zumeist auf der Position des rechten Läufers. Als Absolvent der Deutschen Hochschule für Leibesübungen legte er in Berlin die Prüfung zum Sportlehrer ab. Reichstrainer Otto Nerz erkannte früh die Gabe zur Mannschaftsführung und Trainingsleitung bei dem Thüringer und vermittelte ihn im Jahre 1929 als Trainer zu Eintracht Frankfurt.

### Trainertätigkeit vor dem Zweiten Weltkrieg, 1929–1941
Mit Eintracht Frankfurt gewann der junge Mann in den Jahren 1930 und 1932 zweimal die süddeutsche Meisterschaft, nachdem sich die Eintracht zuvor jeweils den regionalen Titel im Bezirk Main/Hessen gesichert hatte. 1930 verwies man SpVgg Fürth auf den Vizerang – 1931 triumphierten dagegen die Franken – und 1932 gewann die Eintracht das Endspiel mit 2:0 gegen den FC Bayern München. Dreimal in Folge führte Trainer Paul Oßwald die Eintracht in die Endrunde um die deutsche Fußballmeisterschaft. 1930 scheiterten die Riederwälder an Holstein Kiel und 1931 am Hamburger SV. 1932, beim dritten Versuch, setzte sich die Truppe um die Nationalspieler Rudolf Gramlich, Hugo Mantel, Franz Schütz und Hans Stubb erfolgreich gegen den SV Hindenburg Allenstein, Tennis Borussia Berlin und den FC Schalke 04 durch und zog in das Finale ein. Dort traten sie am 2. Juni 1932 in Nürnberg gegen den Südvize Bayern München an. Die Nationalspieler des FC Bayern – Ludwig Goldbrunner, Sigmund Haringer, Konrad Heidkamp und Oskar Rohr – drehten den Spieß gegenüber dem süddeutschen Endspiel um und gewannen mit 2:0 Toren die deutsche Fußballmeisterschaft 1932.
Nach der Unterbrechung von 1933 bis 1935 – Oßwald assistierte Reichstrainer Otto Nerz im Zusammenhang mit der Fußball-Weltmeisterschaft 1934 in Italien, betreute daneben den 1. FSV Mainz 05 und die Gauauswahl Südwest – übernahm er von 1935 bis 1938 wieder das Traineramt bei den „Schlappekickern“ von Eintracht Frankfurt. Als Trainer des Gau Südwest hatte er im Jahr 1934 im Finale des Kampfspiel-Pokal am 29. Juli 1934 in Nürnberg gegen Bayern mit 5:3 triumphiert. In der Saison 1935/36 führte er den Südwesten in zwei Finalspiele gegen Sachsen. In der Runde 1937/38 konnte mit der Eintracht die Meisterschaft in der Gauliga Südwest vor Borussia Neunkirchen, Wormatia Worms und Kickers Offenbach gefeiert werden. In den Gruppenspielen der Endrunde um die deutsche Meisterschaft scheiterte man wegen des schlechteren Torverhältnisses am Hamburger SV. Nach Ablauf der Runde wurde Paul Oßwald zum Leiter des Stadtamtes für Leibesübungen in Frankenthal (Pfalz) ernannt und musste deshalb das Traineramt bei Eintracht Frankfurt aufgeben. Er betreute bis 1941 den VfR Frankenthal.

### Kickers Offenbach, 1946–1958
Nach dem Zweiten Weltkrieg übernahm der ehemalige Offizier der Wehrmacht ab 1946 die Trainingsleitung auf dem Bieberer Berg bei den Offenbacher Kickers. Er war Fußball-Lehrer, strenge Vaterfigur und absolute Respektsperson. In zwölf Jahren führte er die Kickers in die Spitze der Oberliga. Zweimal feierte er in den Jahren 1949 und 1955 den Gewinn des süddeutschen Meistertitels. Der dritte und vierte Einzug in die Endrunde um die deutsche Fußballmeisterschaft gelang 1950 und 1957. Die Meisterschaft in der Oberliga Süd 1948/49 erreichte der OFC mit elf Punkten Vorsprung vor dem Vizemeister VfR Mannheim. Die Rasensportler revanchierten sich aber in der Endrunde im Zwischenrundenspiel mit einem 2:1-Erfolg gegen Offenbach und gewannen gegen Borussia Dortmund die deutsche Meisterschaft 1949. 1950 zogen die Oßwald-Schützlinge als Süd-Dritter in das DFB-Finale gegen den Süd-Vize VfB Stuttgart ein. Trainer Georg Wurzer führte die Schwaben allerdings zu einem 2:1 gegen Offenbach. Horst Buhtz, Gerhard Kaufhold, Willi Keim und Kurt Schreiner gehörten in dieser Phase den Teams von Paul Oßwald an. In den Gruppenspielen der Endrunden 1955 (Rot-Weiss Essen) und 1957 (Borussia Dortmund) scheiterte er jeweils an dem späteren Deutschen Meister. In diesen Jahren hatte er das Aufgebot der Kickers mit den Spielern Engelbert Kraus, Hermann Nuber und Helmut Preisendörfer vervollständigt. Nach seiner zwölften Saison 1957/58 verabschiedete er sich mit dem 5. Tabellenrang und dem geglückten Einbau des jungen Torjägers Siegfried Gast vom Bieberer Berg. Paul Oßwald wird als ein Perfektionist beschrieben, der den Blick für das Talent und die Geduld zur Formung der Nachwuchsspieler hatte. Der Fußball-Lehrer war sich nicht zu schade, selbst auf die Dörfer zu fahren, um Talente zu sichten und sie dann nach Möglichkeit gleich im Elternhaus anzuheuern. Er kümmerte sich als Cheftrainer der Kickers auch um die A-Jugend. Hohen Wert legte er auf Auslandsreisen und Spiele gegen ausländische Klubs: „International lernst du am meisten dazu“. Zum wirklichen Können gibt es folgende These von ihm: „Wenn du einmal schlecht spielst, dazu den Schiedsrichter gegen dich hast und gewinnst trotzdem, dann bist du gut“. 1968/69 trainierte er nochmals für ein Jahr den OFC in der Bundesliga. Er konnte den Abstieg der Offenbacher nicht verhindern und gab aus gesundheitlichen Gründen sein Traineramt nach dem 16. November 1969 endgültig auf.

### Eintracht Frankfurt, 1958 bis 17. April 1964
Im Weltmeisterschaftssommer 1958 wechselte Paul Oßwald die Mainseite, er wurde zum dritten Mal Trainer bei Eintracht Frankfurt. Auf Anhieb gewann er mit den Riederwäldern die süddeutsche Meisterschaft. In der Endrunde setzte er sich über Werder Bremen, den 1. FC Köln und den FK Pirmasens durch. In acht Gruppenspielen holte die Eintracht acht Siege. Ausgerechnet gegen seine vorherigen Offenbacher triumphierte er am 28. Juni 1959 in Berlin im Finale um die deutsche Fußballmeisterschaft mit 5:3 nach Verlängerung. Man sprach in jenen Tagen vom „Oßwald-Derby“, und das aus gutem Grund. Denn es standen sich im Berliner Olympiastadion zwei Mannschaften gegenüber, die unbestritten die Handschrift desselben Trainers trugen. Die Angriffsqualität der Eintracht mit Kreß, Sztani, Feigenspan, Lindner und Pfaff setzte sich in der Verlängerung durch. Im Europapokal der Runde 1959/60 führte der Motivator nach Erfolgen gegen Young Boys Bern, den Wiener Sport-Club und die Glasgow Rangers mit Eintracht Frankfurt den ersten deutschen Klub in ein Endspiel in diesem europäischen Vereinswettbewerb. Am 18. Mai 1960 verwiesen die zwei Real-Stars Ferenc Puskás und Alfredo Di Stéfano mit vier bzw. drei Treffern das Team von Paul Oßwald in die sportlichen Grenzen: Real Madrid feierte im Hampden Park einen 7:3-Erfolg. In den Runden 1961 und 1962 zog die Eintracht wieder in die Endrundenspiele um die deutsche Meisterschaft ein. In der ersten Saison der Bundesliga 1963/64 betrat Paul Oßwald mit der Eintracht dieses Neuland.
Zwei Herzinfarkte führten am 17. April 1964 zum Rücktritt vom Traineramt.

### Kickers Offenbach, 1. Juli 1968 bis 30. November 1969
Mit Beginn der Saison 1968/69 übernahm er noch einmal das Traineramt bei Kickers Offenbach. Er stieg aber mit dem OFC bereits nach einer Saison wieder aus der Bundesliga ab. Am 16. November 1969 betreute er das letzte Mal Offenbach in der Regionalliga Süd als Trainer. Sein Vertrag wurde zum 30. November 1969 beendet. Ab dem 1. Dezember 1969 wurde er durch Kurt Schreiner abgelöst und ging dann endgültig in den Ruhestand.

## Sonstiges
Paul Oßwald war Mitbegründer und der erste Präsident (1957–1963) des Bundes Deutscher Fußball-Lehrer. Er wurde zum Ehrenvorsitzenden des BDFL ernannt. Der DFB etablierte 1967 eine Vermittlungsstelle für Trainer und Spieler – die Paritätische Vermittlungsstelle des DFB –, um illegalen Spielervermittlern das Handwerk zu legen. Paul Oßwald leitete die Stelle, die im Frankfurter DAG-Haus an der Bockenheimer Landstraße ihren Sitz hatte. Die Paritätische Vermittlungsstelle wurde unterstützt durch den BDFL und durch die Deutsche Angestellten-Gewerkschaft. Im November 1993 verstarb die Frankfurt/Offenbacher-Trainerlegende in der Sachsenhäuser Nachkriegsheimat.

## Erfolge

### Eintracht Frankfurt
- Deutscher Meister 1959
- Europacupfinale 1960
- Dreimaliger Süddeutscher Meister (1930, 1932, 1959)
- Finale um die deutsche Meisterschaft 1932
- Gauligameister 1938
- Sechs Teilnahmen an der Endrunde um die deutsche Meisterschaft

### Kickers Offenbach
- Zweimal Süddeutscher Meister (1949 und 1955)
- Finale um die deutsche Meisterschaft 1950
- Vier Teilnahmen an der Endrunde um die deutsche Meisterschaft